# アマーリア・ファン・ナッサウ＝ディーツ
アマーリア・ファン・ナッサウ＝ディーツ（Amalia van Nassau-Dietz, 1655年11月25日 - 1695年2月16日）は、ザクセン＝アイゼナハ公ヨハン・ヴィルヘルムの最初の妃。

## 生涯
アマーリアはナッサウ＝ディーツ侯ウィレム・フレデリックとアルベルティーネ・アグネス・ファン・ナッサウの娘である。
1656年1月9日にデン・ハーグの修道院教会で洗礼を受けた。
1690年9月28日に母の居城オラニエヴァウト宮殿においてザクセン＝アイゼナハ公ヨハン・ヴィルヘルムと結婚した。その1年後、同宮殿において後にザクセン＝アイゼナハ公となるヴィルヘルム・ハインリヒを産んだ。1695年、アルシュテットにおいて39歳で死去した。アマーリアの死後、ヨハン・ヴィルヘルムは3度結婚した。

## 子女
- ヴィルヘルム・ハインリヒ（1691年 - 1741年） - ザクセン＝アイゼナハ公
- アルベルティーネ・ヨハネッタ（1693年 - 1700年）